# 검은발습지쥐
검은발습지쥐 또는 덤불쥐(Rattus fuscipes)는 시궁쥐속에 속하는 설치류의 일종이다. 작은 오스트레일리아 야행성 동물이다. 잡식성 동물로 오스트레일리아 대륙에서 가장 흔하게 발견되는 토착종의 하나로 빅토리아주와 뉴사우스웨일스주 대부분의 히스 황야 지대에서 서식한다.

## 특징
덤불쥐를 다른 시궁쥐속 종과 구별하는 특징이 많지 않지만 고막이 작고 절치공(앞니 구멍)이 곧은 특징을 갖고 있다. 성체 덤불쥐는 오스트레일리아습지쥐(R. lutreolus)보다 작고, 덤불쥐 발이 핑크색을 띠는 반면에 습지쥐 발은 짙은 갈색이다. 발가락이 5개이고 모두 발톱을 가지고 있다. 덤불쥐는 암수 겉모양이 차이가 나는 성적이형성을 보여 주고 있으며, 수컷이 암컷보다 크다.

## 분포 및 서식지
덤불쥐는 오스트레일리아 남서부의 해안가 지역에서 주로 발견된다. 주로 저지대에서 서식하지만, 오스트레일리아 알프스 일부 지역과 캥거루섬을 포함한 연안의 일부 섬에서도 발견된다. 육상성 동물로 울창한 덤불 지역을 좋아한다. 둥지 방으로 내려가는 굴을 만들고 풀과 다른 식물들에 줄 맞추어 있다.